# School of Sensitivity
School of Sensitivity (Erzekek Iskolaja) är en ungersk film från 1996, regisserad av András Sólyom. Solyom har även skrivit manus efter en roman av Péter Esterházy.

## Rollista
- Dorka Gryllus - Csokonai Lili
- Attila Kaszás - Kéri Márton
- Lajos Kovács - Naxos
- Dorottya Udvaros - Szépasszony